# Copa Pachuca 2014
La Copa Pachuca 2014 también llamada Torneo Cuna del fútbol es un torneo de preparación para la Primera División de México, la Copa Pachuca siempre se es jugada en el Estadio Hidalgo. participaran el arfitrion, Pachuca, UNAM Pumas, el Deportivo Toluca, y el Club Santos de Guápiles de Costa Rica, que fue invitado.

## Participantes
- Pachuca
- Pumas UNAM
- Toluca
- Santos de Guápiles

## Fase Final
|  | Semifinales                  | Semifinales                  |   |                              | Final                        | Final |  |
|  |                              |                              |   |                              |                              |       |  |
|  |                              |                              |   |                              |                              |       |  |
|  | Estadio Hidalgo, 10 de julio |                              |   |                              |                              |       |  |
|  | Pumas UNAM                   | 2                            |   |                              |                              |       |  |
|  | Toluca                       | 0                            |   |                              |                              |       |  |
|  |                              |                              |   |                              |                              |       |  |
|  |                              |                              |   |                              | Estadio Hidalgo, 12 de julio |       |  |
|  |                              |                              |   |                              | Pachuca                      | 2     |  |
|  |                              | Pumas UNAM                   | 0 |                              |                              |       |  |
|  |                              |                              |   |                              |                              |       |  |
|  |                              |                              |   |                              |                              |       |  |
|  |                              |                              |   |                              | Tercer lugar                 |       |  |
|  | Estadio Hidalgo, 10 de julio | Estadio Hidalgo, 10 de julio |   | Estadio Hidalgo, 12 de julio | Estadio Hidalgo, 12 de julio |       |  |
|  | Pachuca                      | 1                            |   | Santos                       | 2 (3)                        |       |  |
|  | Santos                       | 0                            |   |                              | Toluca                       | 2 (2) |  |

|                           |
| Campeón Pachuca 6º Título |

## Goleadores
| Jugador         | Equipo             | Goles |  |
| --------------- | ------------------ | ----- |  |
| Matias Alustiza | Pachuca            | 2     |  |
| Ismael Sosa     | Pumas UNAM         | 1     |  |
| Dante López     | Pumas UNAM         | 1     |  |
| Hugo Rodríguez  | Pachuca            | 1     |  |
| Issac Brizuela  | Toluca             | 1     |  |
| Kenneth Dixon   | Santos de Guápiles | 1     |  |
| Edgar Benítez   | Toluca             | 1     |  |
| Cristhian Lagos | Santos de Guápiles | 1     |  |

## Datos Curiosos
El Duelo de Pachuca y Santos, significó el enfrentamiento técnico de Padre e Hijo. Enrique Meza de Pachuca, y Enrique Maximiliano Meza de Santos.
- Datos: Q17155021